# Погост (Бабушкинский район)
Погост — упразднённое село в Бабушкинском районе Вологодской области России.

## География
Урочище находится в юго-восточной части области, в подзоне южной тайги, на восточном берегу озера Бабьего, на расстоянии примерно 59 километров (по прямой) к северо-востоку от села имени Бабушкина, административного центра района.

### Климат
Климат характеризуется как умеренно континентальный, с продолжительной холодной зимой и умеренно тёплым летом. Среднегодовая температура воздуха — +1,8 °C. Средняя температура воздуха самого холодного месяца (января) — −13,1 °C (абсолютный минимум — −46 °C), средняя температура самого тёплого (июля) — +17 °С (абсолютный максимум — +37 °С). Вегетационный период длится 115 дней. Среднегодовое количество атмосферных осадков составляет 659 мм, из которых около 460 мм выпадает в период с апреля по октябрь. В течение года господствуют ветры юго-западного направления.

## История
В 1605 году иноком Маркушевского монастыря Сергием на берегу Бабьего озера была основана Бабьеозерская (Бабозерская) Николаевская мужская пустынь. В 1764 году Бабозерская пустынь была упразднена, а Николаевская Бабьеозерская церковь получила статус приходской. Последняя деревянная Николаевская церковь, построенная ещё монахами, сгорела в 1806 году. В 1808 году на средства тотемского купца И. А. Кузнецова был построен каменный одноэтажный храм с колокольней. В 1826 году церковь вновь сгорела и была заново отстроена в 1829 году.
В «Списке населенных мест Вологодской губернии по сведениям 1859 года» населённый пункт упомянут как Бабозерский-Николаевский погост Тотемского уезда, расположенный при речке Озерихе и озере Бабьем, в 88,5 верстах от уездного города. В поселении имелось 3 двора и проживало 17 человек (8 мужчин и 9 женщин). В 1881 году погост входил в состав Харинской волости.
В 1940 году село Бабин погост входило в состав Тереховского сельсовета Рослятинского района. Упразднено не позднее 1973 года.